# Port de Vancouver
Pour l'entité créée début 2008 par la fusion avec les installations sur le Fraser, voir Port Metro Vancouver.
Le port de Vancouver (en anglais : Port of Vancouver) est un vaste complexe portuaire rassemblant des installations situées au sud-ouest de la Colombie-Britannique, au Canada, aux alentours de la ville de Vancouver.

## Description
Les activités du port de Vancouver s'étendent sur 247 km de côtes depuis Point Roberts, à la frontière entre le Canada et les États-Unis, jusqu'à l'extrémité de la baie Burrard à Port Moody et son extension Indian Arm. Le port couvre une superficie de 500 hectares sur terre et gère 6 000 hectares sur mer.
Au regard de la superficie et de l'activité, c'est le port le plus important du Canada (depuis le début des années 1970 où il a dépassé celui de Montréal) et de la côte nord-ouest du Pacifique.
Depuis le 1er janvier 2008, il est régi par l’administration portuaire Vancouver-Fraser (Vancouver Fraser Port Authority ou VFPA), une société de la Couronne qui  a été créée à cette date par la fusion du Vancouver Port Authority avec le Fraser River Port Authority et le North Fraser Port Authority. Le VFPA a décidé en juin 2008 de désigner le nouvel ensemble portuaire (incluant le port de Vancouver et les installations sur le Fraser) sous la marque Port Metro Vancouver.
Auparavant, du 1er mars 1999 jusqu'à la fin de l'année 2007 le port était régi par le Vancouver Port Authority qui avait lui-même succédé au Vancouver Port Corporation. 
À noter que dans le langage courant, l'expression port de Vancouver peut être également utilisée pour désigner uniquement les installations portuaires situées sur la côte de la ville de Vancouver.

## Équipements

Répartition des principaux terminaux du port de Vancouver

Le port est équipé de 25 terminaux maritimes majeurs comprenant 67 appontements, les terminaux sont répartis de la façon suivante :
- Vrac : 17 terminaux
- Conteneurs : 3 terminaux
- Transport de passagers : 2 terminaux
- Marchandises : 3 terminaux

Les équipements portuaires sont desservis par quatre compagnies de chemin de fer :
- Canadien National (CN), chemin de fer de classe I,
- Canadian Pacific Railway (CP), chemin de fer de classe I,
- Burlington Northern and Santa Fe Railway (BNSF), chemin de fer de classe I,
- Southern Railway of British Columbia (SRY), shortline pour trafic local.

## Activités
En 2007, l'activité du port de Vancouver s'est élevée à 82,7 millions de tonnes. En 2013, le trafic du port constitue 13% de l'import-export du Canada.

### Vrac
Le vrac liquide comprend le pétrole, les produits pétrochimiques et les huiles alimentaires.
Ces activités ont représenté 6,4 millions de tonnes en 2002.
Le vrac sec inclut certaines des commodités les plus importantes du port : charbon, grains, potasse, soufre, minerais métalliques et concentrés.
Ces activités ont représenté 41,1 millions de tonnes en 2002.

### Conteneurs
Le port de Vancouver a trois terminaux affectés aux conteneurs :
- Centerm et Vanterm sur la rive sud de la baie Burrard
- Deltaport (nom officiel : Roberts Bank Superport) à Roberts Bank situé au bout d'une longue digue rattachée à la ville de Delta sur la rive sud de l'estuaire du Fleuve Fraser.

Le port a une capacité de 1,6 million d'ÉVP (Équivalent vingt pieds, correspond à un conteneur classique de six mètres de long).

### Transport de passagers
Deux terminaux sont affectés au transport de passagers : Canada Place (ancien Pavillon du Canada pour l'exposition universelle de 1986) et Ballantyne.
Le port sert de base pour les croisières entre Vancouver et l'Alaska à travers le Passage Intérieur entre mai et septembre, il s'agit d'un des trajets de croisières les plus fréquentés au monde. 
- Lignes de croisière = 16
- Navires de croisière en service : 33
- Nombre de traversées : 275 par an

### Marchandises

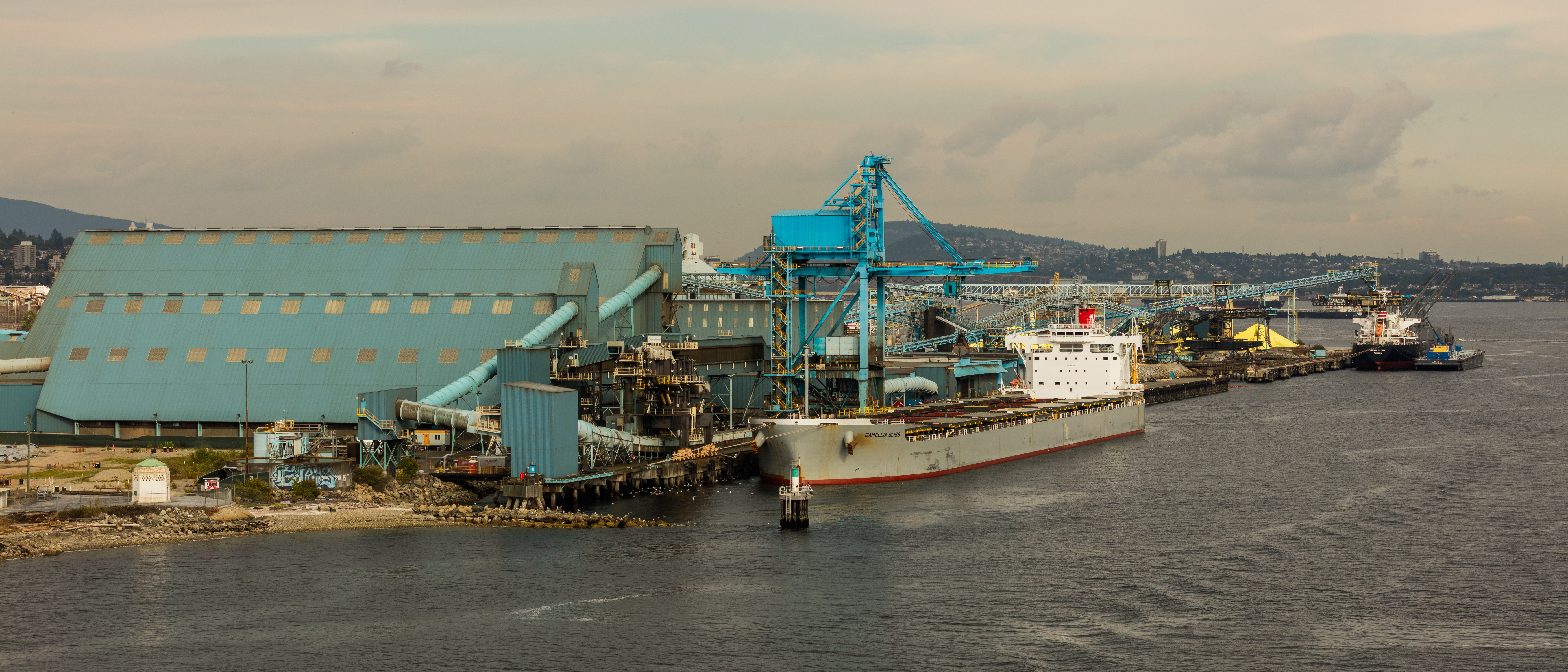
Port commercial

Les principales marchandises traitées au port de Vancouver sont les produits forestiers (grumes, pâte à papier et planches de bois) et l'acier. Les marchandises ont représenté 5 % de l'activité du port en 2002.
Les terminaux affectés aux marchandises sont Centerm/Ballantyne, Lynnterm et les quais de Vancouver. Ils représentent 140 000 m2 d'entrepôts couverts et 602 000 m2 d'aire de stockage à ciel ouvert.

## Histoire
Les eaux peu profondes et bien abritées de la baie Burrard constituent un des meilleurs emplacements au monde pour le mouillage des navires. L'exploitation du bois est la première industrie à s'installer dans la région au XIXe siècle et c'est en 1864 que la première cargaison de bois quitte Moodyville, sur la rive nord de la baie, à destination de l'Australie, à bord d'un bateau nommé Ellen Lewis.
La ville de Vancouver est créée en 1886 au moment de l'arrivée du chemin de fer. Celui-ci sera suivi, un mois plus tard, par l'arrivée du bateau à vapeur Abyssinia, en provenance du Japon avec une cargaison de thé, de soie et de courrier à destination de Londres, marquant le début du trafic transpacifique et transatlantique.
L'ouverture du canal de Panama en 1914 sera un évènement important pour le port de Vancouver qui voit s'ouvrir une nouvelle route vers l'Europe.

### Dans les arts
La chanson Vancouver dans l'album éponyme (1976) de Véronique Sanson fait référence au port de Vancouver.